# Eriopyga alana
Eriopyga alana là một loài bướm đêm trong họ Noctuidae.